# Christian Mey
Christian Mey (* 24. Dezember 1937) ist ein deutscher Schauspieler, Synchronsprecher und Hörspielsprecher.

## Leben
Mey wirkte ab 1960 als Theaterschauspieler, unter anderem am Schauspiel Frankfurt und Hamburger Thalia Theater (1975–1984). Zu seinen Rollen am Thalia Theater gehörten die des Mr. Hopper in Lady Windermeres Fächer unter der Regie von Boy Gobert und die des Quantmeyer in Michael Kramer, inszeniert von Rudolf Noelte. Beide Aufführungen wurden für das Fernsehen aufgenommen. Mey hatte einige weitere TV-Auftritte, z. B. in den Krimiserien Tatort und Ein Fall für Zwei.
Als Hörspielsprecher war er vor allem beim Label Europa in den späten 1970er- und frühen 1980er-Jahren tätig, so sprach er Rollen in Fünf Freunde, Rätsel um, Die drei ???, TKKG oder Larry Brent. Seitdem ist er nur noch selten zu hören: zuletzt 2000 (eine Folge Die drei ???, Fünf Freunde) und 2009 (Sternentor, Folge 9 als „Cmdr. Perkins“).

## Filmografie (Auswahl)
- 1973: Im Schillingshof (Fernsehfilm)
- 1977: Notarztwagen 7 (Fernsehserie, Folge Bodenloser Leichtsinn)
- 1978: Lady Windermeres Fächer (Fernsehfilm)
- 1983: Die Geschwister Oppermann (Fernsehzweiteiler, 2 Folgen)
- 1984: Jagger und Spaghetti
- 1984: Michael Kramer (Fernsehfilm)
- 1987: Tatort – Blindflug (Fernsehreihe)
- 1990: Tatort – Rendezvous (Fernsehreihe)
- 1990–1994: Ein Fall für zwei (Fernsehserie, verschiedene Rollen, 3 Folgen)
- 1996: Die Stadtklinik (Fernsehserie, Folge Der Prozess)
- 2006: Polizeiruf 110 – Er sollte tot (Fernsehreihe)
- 2017: Polizeiruf 110 – Nachtdienst (Fernsehreihe)

## Synchronrollen (Auswahl)

### Filme
- 1992: Vincent Schiavelli als Drehorgelmann in Batmans Rückkehr
- 2006: John Aylward als Dobson in Die Prophezeiungen von Celestine
- 2007: André Chazel als Opa in Kid Power – Die Nervensägen!
- 2007: Nicholas Blane als Bob in Harry Potter und der Orden des Phönix
- 2009: John de Lancie als Fish Halman in Crank 2: High Voltage
- 2012: Richard Riehle als Warden Upton in Killer Expendables

### Serien
- 1975: Gregory Sierra als Lou D'Allessandro in Columbo: Schreib oder stirb
- 1977: Philip Carey als Inspektor Garrison in Spencers Piloten
- 1994: Michael Ensign als Minister Krola in Raumschiff Enterprise – Das nächste Jahrhundert
- 2010: Peter Jason als Col. Black in Gemini Division
- 2014: Tom Chadbon als Dr. Burton in Agatha Christie’s Poirot

### Videospiele
- 2005: Stronghold 2